# Équipe de Bosnie-Herzégovine féminine de basket-ball
Cet article traite de l'équipe féminine. Pour l'équipe masculine, voir Équipe de Bosnie-Herzégovine masculine de basket-ball.
Maillots
L'équipe de Bosnie-Herzégovine féminine de basket-ball  est l'équipe nationale qui représente la Bosnie-Herzégovine dans les compétitions internationales féminines de basket-ball. Elle est placée sous l'égide de la Fédération de Bosnie-Herzégovine de basket-ball. L'équipe est affiliée à la FIBA depuis 1992.
Avant l'éclatement de l'ex-Yougoslavie, les joueuses bosniennes portaient les couleurs de la Yougoslavie.

## Résultats

### Palmarès
| Compétitions mondiales                             | Compétitions continentales | Autres compétitions                           |
| -------------------------------------------------- | -------------------------- | --------------------------------------------- |
| - Jeux olympiques - Néant - Coupe du monde - Néant | - EuroBasket - Néant       | - Jeux méditerranéens (1) - Vainqueur en 1993 |

### Parcours en compétitions internationales

#### Jeux olympiques
| Année | Position                 |      | Année         | Position |               | Année | Position |
| 1976  | Membre de la Yougoslavie | 1996 | Non qualifiée | 2016     | Non qualifiée |       |          |
| 1980  | Membre de la Yougoslavie | 2000 | Non qualifiée | 2020     | Non qualifiée |       |          |
| 1984  | Membre de la Yougoslavie | 2004 | Non qualifiée | 2024     | Non qualifiée |       |          |
| 1988  | Membre de la Yougoslavie | 2008 | Non qualifiée | 2028     | -             |       |          |
| 1992  | Non qualifiée            | 2012 | Non qualifiée | 2032     | -             |       |          |

#### Coupe du monde
| Année | Position                 |      | Année                    | Position |               | Année | Position |
| 1953  | Membre de la Yougoslavie | 1979 | Membre de la Yougoslavie | 2006     | Non qualifiée |       |          |
| 1957  | Membre de la Yougoslavie | 1983 | Membre de la Yougoslavie | 2010     | Non qualifiée |       |          |
| 1959  | Membre de la Yougoslavie | 1986 | Membre de la Yougoslavie | 2014     | Non qualifiée |       |          |
| 1964  | Membre de la Yougoslavie | 1990 | Membre de la Yougoslavie | 2018     | Non qualifiée |       |          |
| 1967  | Membre de la Yougoslavie | 1994 | Non qualifiée            | 2022     | 12e           |       |          |
| 1971  | Membre de la Yougoslavie | 1998 | Non qualifiée            | 2026     | -             |       |          |
| 1975  | Membre de la Yougoslavie | 2002 | Non qualifiée            | 2030     | -             |       |          |

#### EuroBasket
| Année | Position                 |      | Année                            | Position |               | Année | Position |
| 1938  | Membre de la Yougoslavie | 1976 | Membre de la Yougoslavie         | 2003     | Non qualifiée |       |          |
| 1950  | Membre de la Yougoslavie | 1978 | Membre de la Yougoslavie         | 2005     | Non qualifiée |       |          |
| 1952  | Membre de la Yougoslavie | 1980 | Membre de la Yougoslavie         | 2007     | Non qualifiée |       |          |
| 1954  | Membre de la Yougoslavie | 1981 | Membre de la Yougoslavie         | 2009     | Non qualifiée |       |          |
| 1956  | Membre de la Yougoslavie | 1983 | Membre de la Yougoslavie         | 2011     | Non qualifiée |       |          |
| 1958  | Membre de la Yougoslavie | 1985 | Membre de la Yougoslavie         | 2013     | Non qualifiée |       |          |
| 1960  | Membre de la Yougoslavie | 1987 | Membre de la Yougoslavie         | 2015     | Non qualifiée |       |          |
| 1962  | Membre de la Yougoslavie | 1989 | Membre de la Yougoslavie         | 2017     | Non qualifiée |       |          |
| 1964  | Membre de la Yougoslavie | 1991 | Membre de la Yougoslavie         | 2019     | Non qualifiée |       |          |
| 1966  | Membre de la Yougoslavie | 1993 | N'a pas été autorisé à concourir | 2021     | 5e            |       |          |
| 1968  | Membre de la Yougoslavie | 1995 | N'a pas été autorisé à concourir | 2023     | Non qualifiée |       |          |
| 1970  | Membre de la Yougoslavie | 1997 | 12e                              | 2025     | Non qualifiée |       |          |
| 1972  | Membre de la Yougoslavie | 1999 | 10e                              | 2027     | -             |       |          |
| 1974  | Membre de la Yougoslavie | 2001 | Non qualifiée                    | 2029     | -             |       |          |

#### Jeux méditerranéens
| Année | Position                 |      | Année             | Position |
| 1987  | Membre de la Yougoslavie | 2001 | N'a pas participé |          |
| 1991  | Membre de la Yougoslavie | 2005 | N'a pas participé |          |
| 1993  | Vainqueur                | 2009 | N'a pas participé |          |
| 1997  | N'a pas participé        | 2013 | Annulé            |          |

## Pour approfondir